# Estádio Municipal Marcos Eduardo Camargo Truvilho
O Estádio Municipal Marcos Eduardo Camargo Truvilho é um estádio de futebol localizado na cidade de Ibiúna, no estado de São Paulo, pertence à prefeitura municipal e tem capacidade para 3.720 pessoas.